# Stuck Inside of Mobile with the Memphis Blues Again
Stuck Inside of Mobile with the Memphis Blues Again è una canzone di Bob Dylan contenuta nel suo album del 1966 Blonde on Blonde.
La versione contenuta nel disco compare anche nella raccolta Bob Dylan's Greatest Hits Vol. II del 1971. Una diversa versione invece appare nell'album live Hard Rain del 1976, e venne fatta uscire come singolo con il brano Rita May sul lato B. Una versione iniziale in studio, eseguita in maniera più veloce e ritmata, è stata inclusa nell'album The Bootleg Series Vol. 7: No Direction Home: The Soundtrack.

## Il brano
Si tratta di uno dei brani contenuti in Blonde on Blonde dal testo più enigmatico e surreale che Dylan abbia mai scritto. Man a mano che la canzone prosegue, vanno e vengono personaggi assurdi, situazioni grottesche che mettono insieme Shakespeare e controllori di biglietti ferroviari vampiri in uno stato mentale quantomai allucinato. La composizione si dipana in nove complesse strofe, ognuna delle quali descrive bozzetti surreali che illustrano l'alienazione contemporanea. Alla fine il narratore è sopraffatto dal susseguirsi di assurdità che gli capitano, come se la sua vita fosse diventata una giostra da luna park dalla quale non riesce più a scendere.
Musicalmente la canzone si può definire un rock piuttosto atipico dove la parte del leone nel brano la fa la chitarra elettrica suonata dal musicista di studio Joe South, che si amalgama alla perfezione con l'organo suonato da Al Kooper e con il cantato di Dylan.
Il titolo della canzone ha anche ispirato il nome del movimento artistico degli anni ottanta "Memphis Group".

## Curiosità
- La canzone fa parte della colonna sonora del film di Terry Gilliam Paura e delirio a Las Vegas e viene anche menzionata nel romanzo omonimo di Hunter S. Thompson da cui il film è tratto.
- Secondo il libro Revolution in the Head, John Lennon scrisse una parodia della canzone di Dylan intitolandola Stuck Inside of Lexicon with the Roget's Thesaurus Blues Again prendendosi gioco dei testi troppo surreali e dei titoli assurdi delle canzoni di Bob Dylan nel periodo 1965-66. La traccia è contenuta nel brano Satire #2 facente parte del cofanetto John Lennon Anthology.
- La canzone dei The Sisters of Mercy Dominion/Mother Russia contiene la strofa "stuck inside of Memphis in a mobile home", gioco di parole sul titolo del brano di Dylan.
- La Mobile citata nella canzone è una città portuale degli Stati Uniti d'America, sita nella Contea di Mobile nel sud-ovest dell'Alabama.
- Il nome del collettivo di design Memphis venne scelto successivamente ad un frequente ascolto della canzone durante il corso di una serata passata fra i designer creatori del gruppo.

## Cover
- I Grateful Dead hanno reinterpretato la canzone numerose volte durante i loro show degli anni ottanta e novanta. Quando Dylan si unì momentaneamente al gruppo per i concerti che diedero origine all'album Dylan & the Dead nel 1987, il brano veniva eseguito di frequente.
- La cantautrice americana Cat Power ha reinterpretato la canzone per la colonna sonora del film Io non sono qui.
- L'artista spagnolo Kiko Veneno ha registrato una versione del brano in stile rumba (un sottogenere del flamenco).